# Anders Berglin

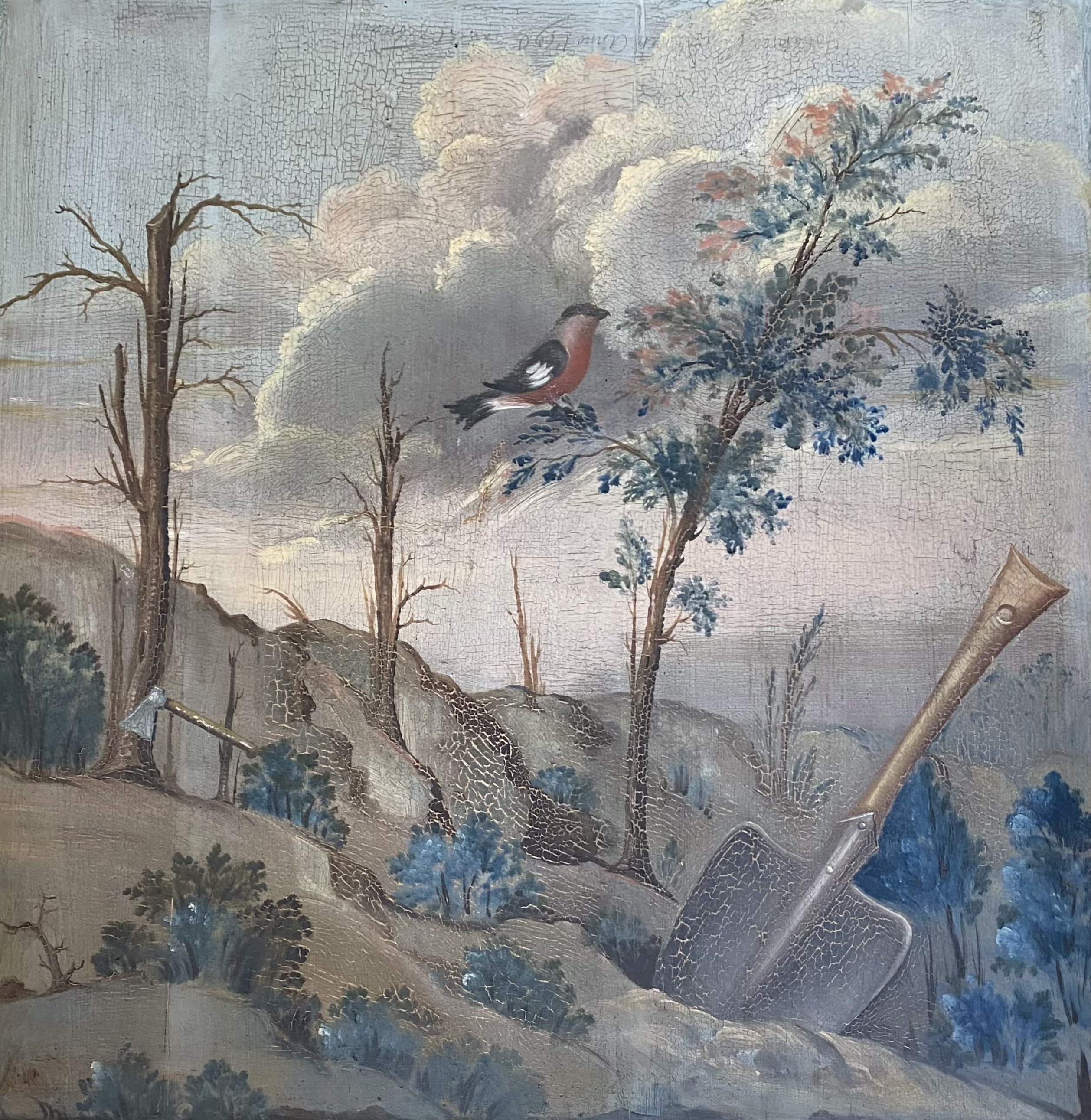
Motiv med domherre från läktaren inne i Ovikens gamla kyrka.

Anders Berglin, född 1737 i Berg, död 1805, var en jämtländsk kyrkomålare. Berglin introducerade rokokons formspråk i Jämtland och står bakom ett antal altarmålningar och målade dekorationer i landskapets kyrkor, bland annat i Ovikens gamla kyrka och Hackås kyrka. Det finns även Jämtlandsskåp och andra typer av möbler inredning med måleri av Berglins hand bevarade.

## Galleri

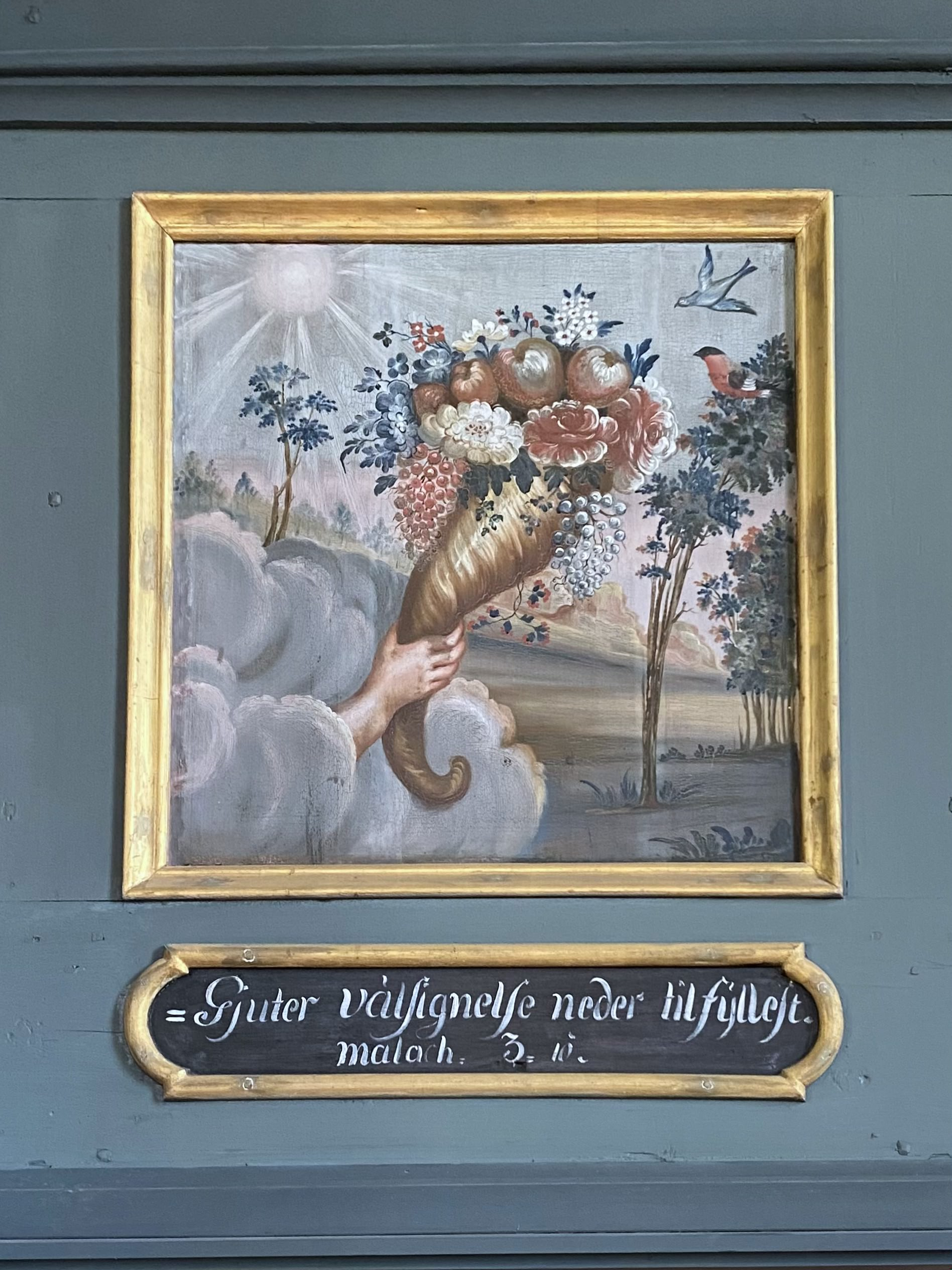
Ymnighetshorn på läktaren i Ovikens gamla kyrka.
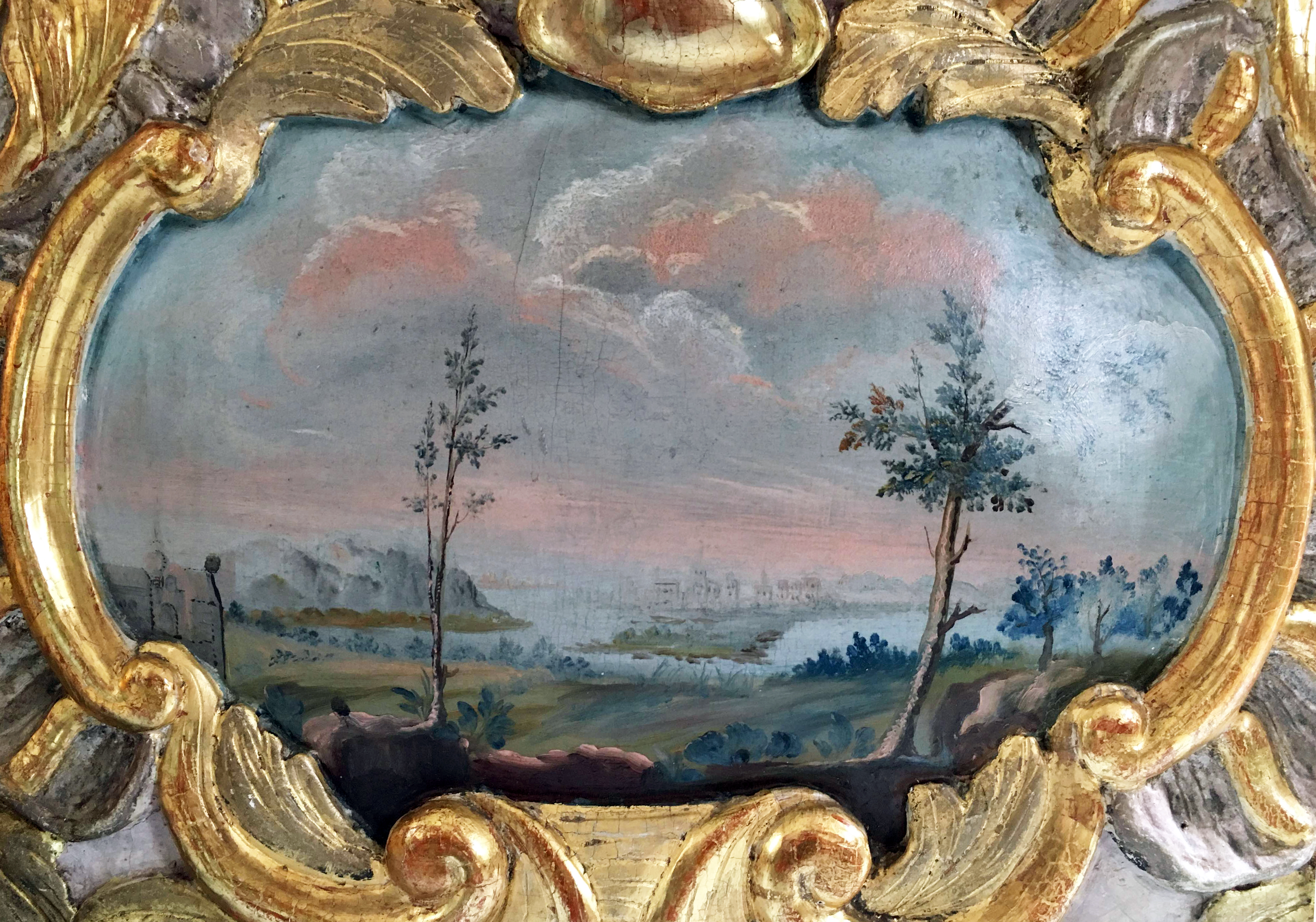
Målning av Berglin på altarringen i Hackås kyrka föreställande utsikten från Hackås mot Storsjön och Hoverberget.
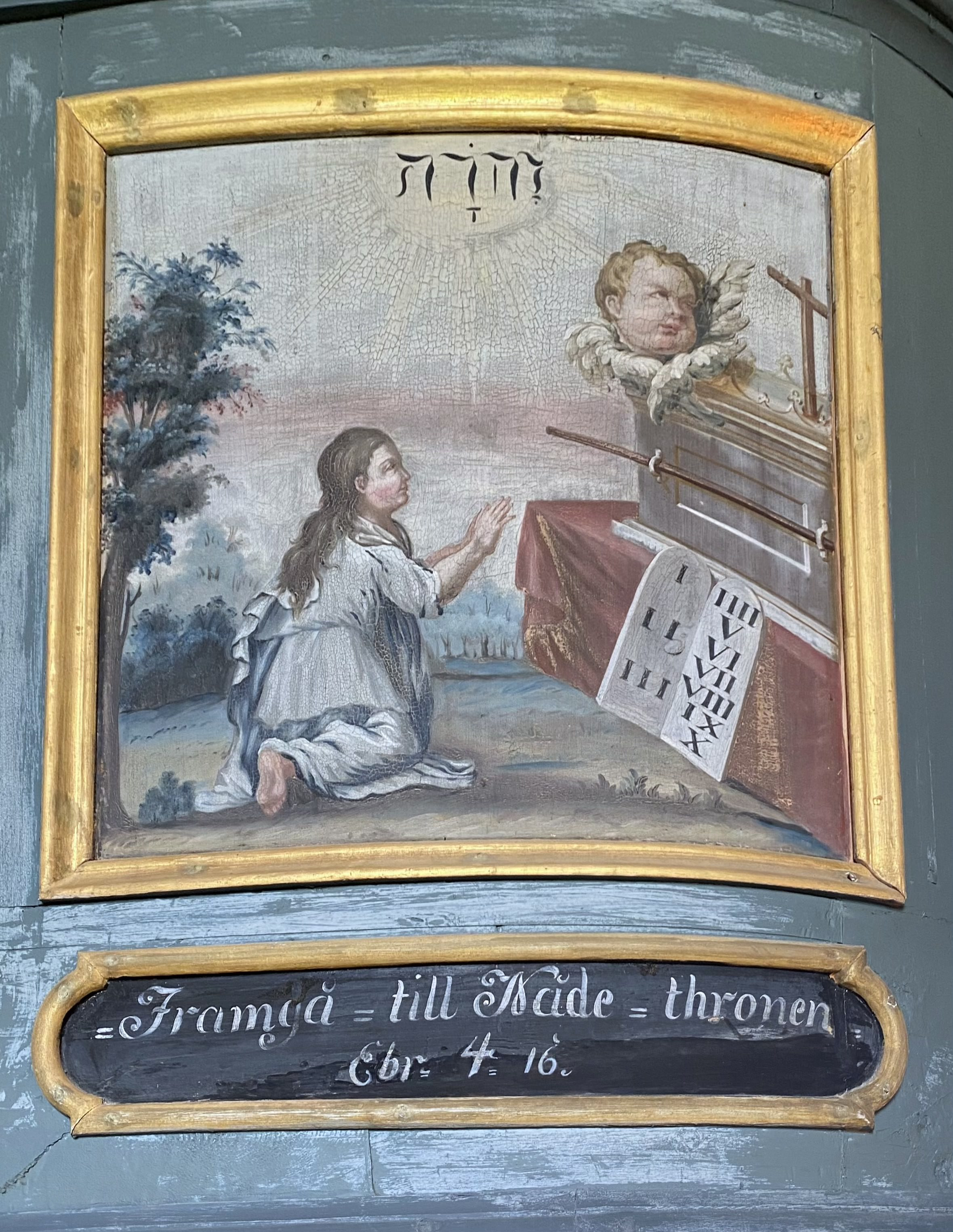
Detalj av motiv från läktaren i Ovikens gamla kyrka.